# Diocesi di Charlotte
La diocesi di Charlotte (in latino Dioecesis Carolinana) è una sede della Chiesa cattolica negli Stati Uniti d'America suffraganea dell'arcidiocesi di Atlanta. Nel 2023 contava 546.370 battezzati su 5.505.666 abitanti. È retta dal vescovo Michael Thomas Martin, O.F.M.Conv.

## Territorio
La diocesi comprende 46 contee della parte centro-occidentale della Carolina del Nord negli Stati Uniti d'America.
Sede vescovile è la città di Charlotte, dove si trova la cattedrale di San Patrizio (Saint Patrick's Cathedral).
Il territorio è suddiviso in 76 parrocchie.

## Storia
La diocesi è stata eretta il 12 novembre 1971 con la bolla Qui divino consilio di papa Paolo VI, ricavandone il territorio dalla diocesi di Raleigh.
Nel 1977 si è ampliata, incorporando il territorio dell'abbazia territoriale di Santa Maria Ausiliatrice di Belmont, che è stata contestualmente soppressa.
Il 27 febbraio 2014 la Congregazione per il culto divino e la disciplina dei sacramenti ha concesso ai sacerdoti che vivono nella diocesi di celebrare fino a tre messe nei giorni feriali.

## Cronotassi dei vescovi
Si omettono i periodi di sede vacante non superiori ai 2 anni o non storicamente accertati.
- Michael Joseph Begley † (30 novembre 1971 - 29 maggio 1984 ritirato)
- John Francis Donoghue † (6 novembre 1984 - 22 giugno 1993 nominato arcivescovo di Atlanta)
- William George Curlin † (22 febbraio 1994 - 10 settembre 2002 ritirato)
- Peter Joseph Jugis (1º agosto 2003 - 9 aprile 2024 dimesso)
- Michael Thomas Martin, O.F.M.Conv., dal 9 aprile 2024

## Statistiche
La diocesi nel 2023 su una popolazione di 5.505.666 persone contava 546.370 battezzati, corrispondenti al 9,9% del totale.
| anno | popolazione | popolazione | popolazione | presbiteri | presbiteri | presbiteri | presbiteri                | diaconi | religiosi | religiosi | parrocchie |
| anno | battezzati  | totale      | %           | numero     | secolari   | regolari   | battezzati per presbitero | diaconi | uomini    | donne     | parrocchie |
| ---- | ----------- | ----------- | ----------- | ---------- | ---------- | ---------- | ------------------------- | ------- | --------- | --------- | ---------- |
| 1976 | 42.967      | 2.850.000   | 1,5         | 91         | 48         | 43         | 472                       |         | 45        | 256       | 57         |
| 1980 | 47.805      | 2.917.000   | 1,6         | 54         | 54         |            | 885                       | 1       | 13        | 229       | 62         |
| 1990 | 74.261      | 3.401.500   | 2,2         | 135        | 55         | 80         | 550                       | 47      | 91        | 180       | 65         |
| 1999 | 119.160     | 3.882.756   | 3,1         | 155        | 88         | 67         | 768                       | 65      | 5         | 135       | 67         |
| 2000 | 122.062     | 3.962.457   | 3,1         | 148        | 76         | 72         | 824                       | 69      | 76        | 134       | 68         |
| 2001 | 128.775     | 4.153.445   | 3,1         | 152        | 85         | 67         | 847                       | 67      | 74        | 134       | 68         |
| 2002 | 131.787     | 4.360.053   | 3,0         | 168        | 96         | 72         | 784                       | 73      | 80        | 122       | 68         |
| 2003 | 135.398     | 4.307.910   | 3,1         | 186        | 114        | 72         | 727                       | 77      | 80        | 113       | 68         |
| 2004 | 138.583     | 1.696.148   | 8,2         | 176        | 104        | 72         | 787                       | 76      | 82        | 105       | 68         |
| 2006 | 142.300     | 1.729.000   | 8,2         | 156        | 91         | 65         | 912                       | 72      | 76        | 114       | 69         |
| 2013 | 235.700     | 4.967.591   | 4,7         | 167        | 126        | 41         | 1.411                     | 119     | 48        | 129       | 73         |
| 2016 | 261.162     | 5.113.430   | 5,1         | 161        | 114        | 47         | 1.622                     | 122     | 57        | 129       | 73         |
| 2019 | 285.655     | 5.281.925   | 5,4         | 147        | 117        | 30         | 1.943                     | 133     | 40        | 128       | 73         |
| 2021 | 291.225     | 5.385.344   | 5,4         | 165        | 135        | 30         | 1.765                     | 132     | 42        | 134       | 75         |
| 2023 | 546.370     | 5.505.666   | 9,9         | 165        | 138        | 27         | 3.311                     | 141     | 39        | 82        | 76         |